# Holtak Világa – Küzdelem
A Holtak Világa - Küzdelem egy 2022-ben megjelent horror-kaland regény, Lengyel Dávid és Kuba Richárd második, közösen írt regénye. A könyv a Holtak Világa trilógia második kötete.
Miután a két író szerződése idővel lejárt eredeti kiadójukkal, az Ad Librum-mal, a trilógia második része magánkiadásban látott napvilágot. A regény hivatalos megjelenése 2022. december 5-én volt.

## Történet
A Küzdelem nem sokkal az első rész vége után veszi fel a fonalat, a történet főszereplője pedig ezúttal az első részben megismert Andrássy Bálint tizedes, aki a kecskeméti légibázison egy maréknyi katonával és túlélővel él, ám az ellentétek folyamatosak a két tábor között. Az elesett katonák helyére viszont most új milicisták kellenek, így Andrássy tizedes kiképzőtisztté való kinevezést kap, hogy felkészítse a harcot sosem látott, legyengült civileket és beállítsa őket elesett bajtársaik után.
Emellett komoly gondok is adódnak a túlélők táborában: egy, a zombikat istenítő, fanatikus szekta szerveződése okoz gondot a katonáknak, majd pedig egy könyörtelen sorozatgyilkos nyomaira bukkannak a bázison. Mindemellett Andrássy továbbra is igyekszik megtudni, mi történt az első részben általa megtalált naplóban megemlített emberekkel, miközben egy korábban megmentett lány, Metzger Andrea próbálja rávenni őt, hogy keressék meg eltűnt barátját, Kozma Andrást, kinek történetét Andrássy maga is jól ismeri. Ráadásul a zombik továbbra is azon vannak, hogy bejussanak a falakon túlra. A veszély és a kiszolgáltatottság pedig egyre csak nő...
A regény cselekményének helyszíne ezúttal a kecskeméti légibázis, de a történet visszatér Kiskőrösre is, és azt is megtudhatjuk, mi történt A jóslat főszereplőjével, Kozma Andrással az első rész eseményei után...

## Főbb karakterek
- Andrássy Bálint szakaszvezető - Katonatiszt, akit kiképzőtisztté neveznek ki
- Veszprémi Gábor tizedes
- Metzger Andrea
- Horváth Elemér őrmester

## Az univerzum további tervezett kötetei
Lengyel Dávid elárulta, hogy a Holtak Világa univerzum a fő vonalú trilógián, valamint a korábban megjelent Kozma András naplóján kívül további kötetekkel fog bővülni, amelyek további sorsokat fognak bemutatni az olvasóknak.
A tervezett kiegészítő kötetek:
- Holtak Világa - Nomád
- Holtak Világa - Bolyongás
- Holtak Világa - Válaszlépés
- Holtak Világa - Kezdet

## Külső hivatkozás
- https://holtakvilaga.hu/ Archiválva 2023. március 20-i dátummal a Wayback Machine-ben - A Holtak Világa univerzum hivatalos oldala

- https://www.pcguru.hu/hirek/konyvkritika-lengyel-david-kuba-richard-holtak-vilaga-kuzdelem/77947 - A PCGuru.hu könyvkritikája

- https://www.hungarybooks.hu/2023/02/kozos-interju-kuba-richard-lengyel.html